# Абде, Джалал
Доктор Джалал Абде (перс. جلال عبده‎) — иранский дипломат и политический деятель. Постоянный представитель Ирана при Организации Объединённых Наций в 1956—60 годах. В 1960 году короткое время занимал пост министра иностранных дел Ирана. В 1962—63 годах — постоянный администратор Временной исполнительной власти ООН в Западной Новой Гвинее.

## Биография
Джалал Абде родился в 1909 году в городе Боруджерд. Он был сыном шейха Мухаммеда Абде и братом Али Абде. Его отец на протяжении многих лет был судьёй и учителем юридической школы. Джалал учился в Сорбонне, где получил докторскую степень в области права. В первые годы правления Мохаммеда Резы Пехлеви он получил должность прокурора уголовного суда. В 1945 году был избран депутатом от Демократической партии в национальное собрание Ирана. В 1949 году был переведён из министерства юстиции в министерство иностранных дел. Был назначен послом в Индию. Некоторое время был представителем Ирана в ООН. 18—24 апреля 1955 года представлял Иран на Бандунгской конференции. Как представитель ООН был направлен в Камерун. С 22 июня 1960 года по 11 августа 1960 года Джалал Абде занимал пост министра иностранных дел Ирана, но ушёл в отставку из-за давления шаха. После того как 15 августа 1962 года в Нью-Йорке было подписано соглашение о передаче территорий Нидерландской Новой Гвинеи под контроль Индонезии, территории Западной Новой Гвинеи были переданы под временное управление ООН. Администрация, сформированная ООН в ЗНГ, получила название Временной исполнительной власти ООН. Также был сформирован миротворческий контингент, известный как Силы безопасности ООН в Западной Новой Гвинее. Исполняющим обязанности администратора стал представитель Гватемалы Хосе Ролз-Беннетт, затем, в качестве постоянного администратора, его сменил Джалал Абде. Он занимал эту должность вплоть до 1 мая 1963 года, когда Временная исполнительная власть ООН сложила свои полномочия, передав управление Западной Новой Гвинеей индонезийским властям.
Джалал Абде написал книгу «Сорок лет в судебной системе, политике и дипломатии. В Иране и мире».